# Synagoga Nowobazarna w Humaniu
Synagoga Nowobazarna w Humaniu (ros. Новобазарная синагога) – jedna z dwóch bóżnic znajdujących się w Humaniu do rewolucji październikowej. 
Była położona przy ul. Kagalskiej (Kahałskiej).